# Болно одрастање Адријана Мола
Болно одрастање Адријана Мола (енгл. The Growing Pains of Adrian Mole) је роман из 1984. године, савремене енглеске књижевнице Сју Таунсенд (енгл. Sue Townsend). Прво српско издање књиге под насловом Нови јади Адријана Мола је објавила издавачка кућа "Атос" из Београда 1996. године у преводу Дубравке Опачић-Костић.
Касније је књигу објавила издавачка кућа "Лагуна" 2003. у преводу Зорана Илића.

## О писцу
Сузан Лилијан „Сју“ Таунсенд (2. април 1946 - 10. април 2014) је била британски романописац. Најпознатија је по романима о Адријану Молу. Писала је и позоришне комаде. Дуги низ година боловала је од дијабетеса, због чега је 2001. године остала слепа, и ту тему је уткала у свој рад.

## О књизи
Књига Болно одрастање Адријана Мола друга је у низу од осам књига дневничких бележака тинејџера Адријана Мола. 

### Настанак серијала о Адријану Молу
У уметничком часопису "Магазин" су се појавиле прве ауторкине две приче о дечаку који се тада звао Најџел Мол. Убрзо је настала и радио драма „Дневник Најџела Мола, старости 13 година и 1/4“, која је емитована јануара 1982. године. Из  издавачке куће "Methuen" су чули ово емитовање и тражили од ње да напише прву књигу „Тајни дневник Адријана Мола, старости 13 година и 1/4“. Инсистирали су на промени имена и књига је објављена исте те године у септембру.

## Радња
Књига Болно одрастање Адријана Мола прати даље живот Адријана Мола између његовог 15-ог и 16-ог рођендана. Живот му није ништа друго до сплета трагичних околности: бурна веза са Пандором га мучи, британска штампа и даље игнорише његов интелектуализам... Упркос свему он остаје смешан као и у предходном дневнику.
Из дневника сазнајемо како живи и о чему сања, шта се дешава са његовим родитељима, какве га муке и страховања муче у вези са школом, са друговима, шта мисли о свету који га окружује…
Адријан Мол наставља да се бори против свих недаћа одрастања а нарочито против покушаја сопствене породице да му навуче страхове за читав живот.

## Главни ликови
- Адријан Мол
- Пандора Брејтвејт
- Џорџ Мол
- Полин Мол
- бака Мол
- Берт Бекстер
- Дорин Слејтер "Мотка"

## Награде
| Година | Награда                                            |
| ------ | -------------------------------------------------- |
| 1986.  | West Australian Young Readers' Book Award (WAYRBA) |

## Адаптација
- Први део серијала о Адријану Молу Тајни дневник Адријана Мола: (старог 13 и 3/4 година) и други део Болно одрастање Адријана Мола су адаптиране у телевизијске серије, које су емитоване 1985. и 1987. године.[5]